# Южаково (Горноуральський міський округ)
Южа́ково (рос. Южаково) — село у складі Горноуральського міського округу Свердловської області.
Населення — 910 осіб (2010, 1052 у 2002).
Національний склад станом на 2002 рік: росіяни — 97 %.